# Escut de Novelda
L'escut de Novelda és el símbol representatiu que utilitza l'Ajuntament de Novelda, municipi del País Valencià, a la comarca del Vinalopó Mitjà. Té el següent blasonament:
| « | Primer quarter: és el mateix que de sempre n'ha tingut, que rememora l'època en què Novelda era Vila de Reialenc. Segon quarter: cinc cornelles negres en actitud de vol, que és el blasó dels Cornel d'Aragó, cognom vinculat als Maça, primers en el senyoriu d'aquesta Vila. Tercer quarter: ha estat dividit verticalment en dos: la part esquerra són les 3 maces, que era el blasó dels Maça de Lizana, abans referits; la meitat dreta són les quatre barres [en realitat, pals] d'Aragó. Quart i últim quarter: representa el blasó del cognom Luna (un dels que en feia servir el senyoriu d'aquesta) i que hi procedia dels seus avantpassats, dels Luna d'Aragó (Artal i Raimon Luna) que foren dels fundadors de la noblesa d'Aragó i donaren suport al Rei Jaume I. El blasó dels dos dits germans s'ha refós en un, s'ha col·locat una mitja lluna a la part superior i en l'altra part inferior les caselles o escacats de l'altre. Així figura en l'escut del 2on marqués de la Romana a què abans ens hem referit. La corona que sobreposa l'escut que proposem és la que correspon a la de marquesat, que és la que hi correspon. Els sostenidors, són els dos dracs alats d'Aragó, com s'ha dit abans, i en són els que hi corresponen. | » |

## Història
L'escut de Novelda ha tingut moltes variacions al llarg del temps des de l'escut més antic que es coneix (de 1795) fins a l'escut que actualment utilitza l'Ajuntament (de 1980).

### L'escut de Montesinos (1795)

Escut de Novelda (Montesinos, 1795).

L'escut més antic de Novelda que es coneix el trobem al manuscrit Compendio Histórico Oriolano de Josep Montesinos, de 1795. Hi apareixen tres escuts pràcticament idèntics, el de Novelda () i els dels barris de Sant Roc i la Romana (). El de Novelda tindria el següent blasonament:
| « | Escut quarterat en sis, partit d'un i truncat de dos. Primer quarter d'atzur una torre d'argent, maçonada i aclarida de sable. Segon quarter, de gules cinc aus d'argent col·locades una, dues i dues. Tercer quarter, de porpra un lleó sinistrat d'or sobremuntant la meitat de un anell o una corona d'or. Quart quarter, escacat de sable (o atzur) i argent. Cinqué quarter, de sinople dues ferradures contraposades i entrellaçades d'or. Sisé quarter, ones d'atzur i argent. Per timbre, corona enriquida de pedreria amb set perles sostingudes per puntes; i com a divisa “fidelis et constans”. | » |

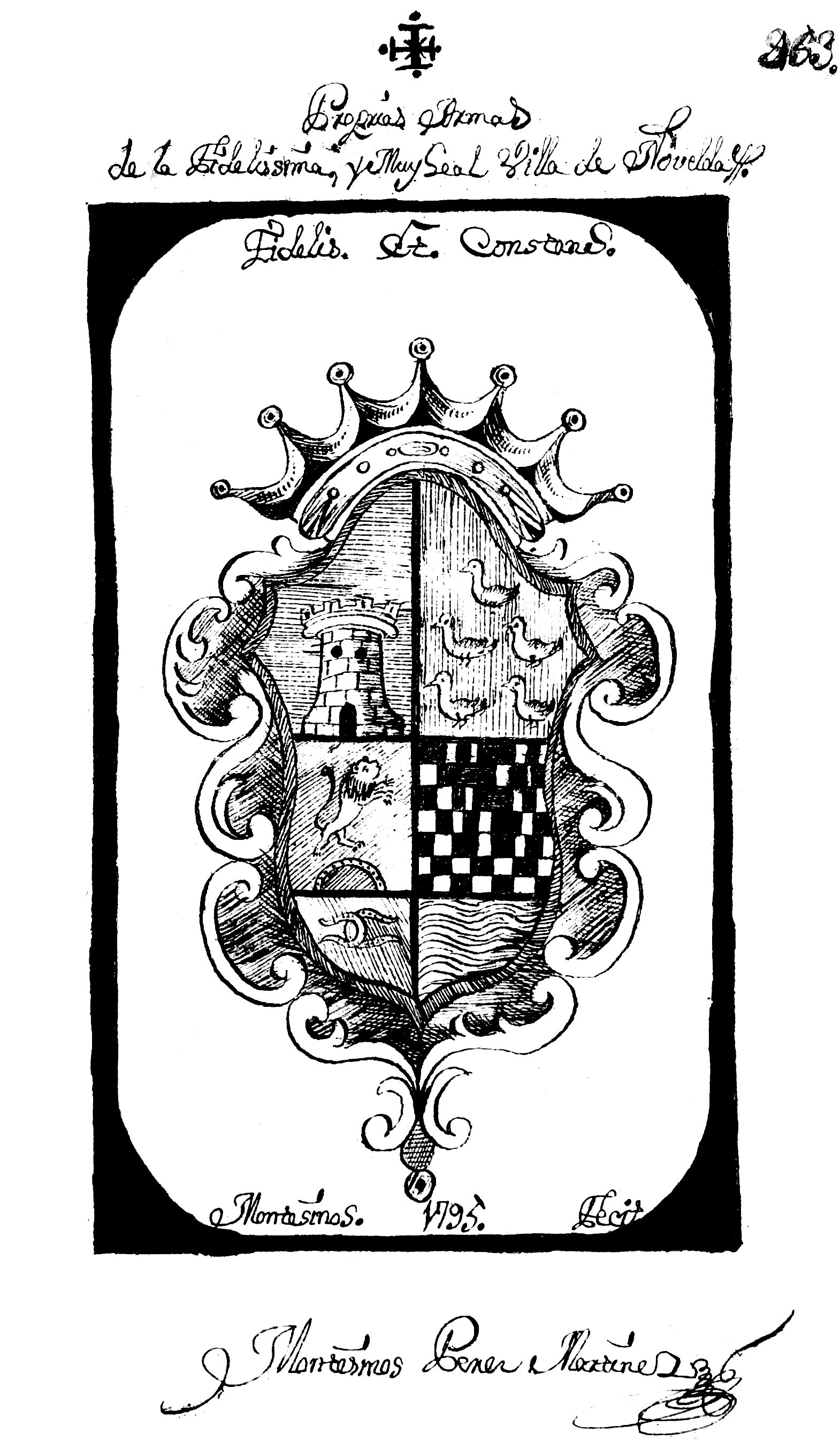
Armories de Novelda (Montesinos, 1795).
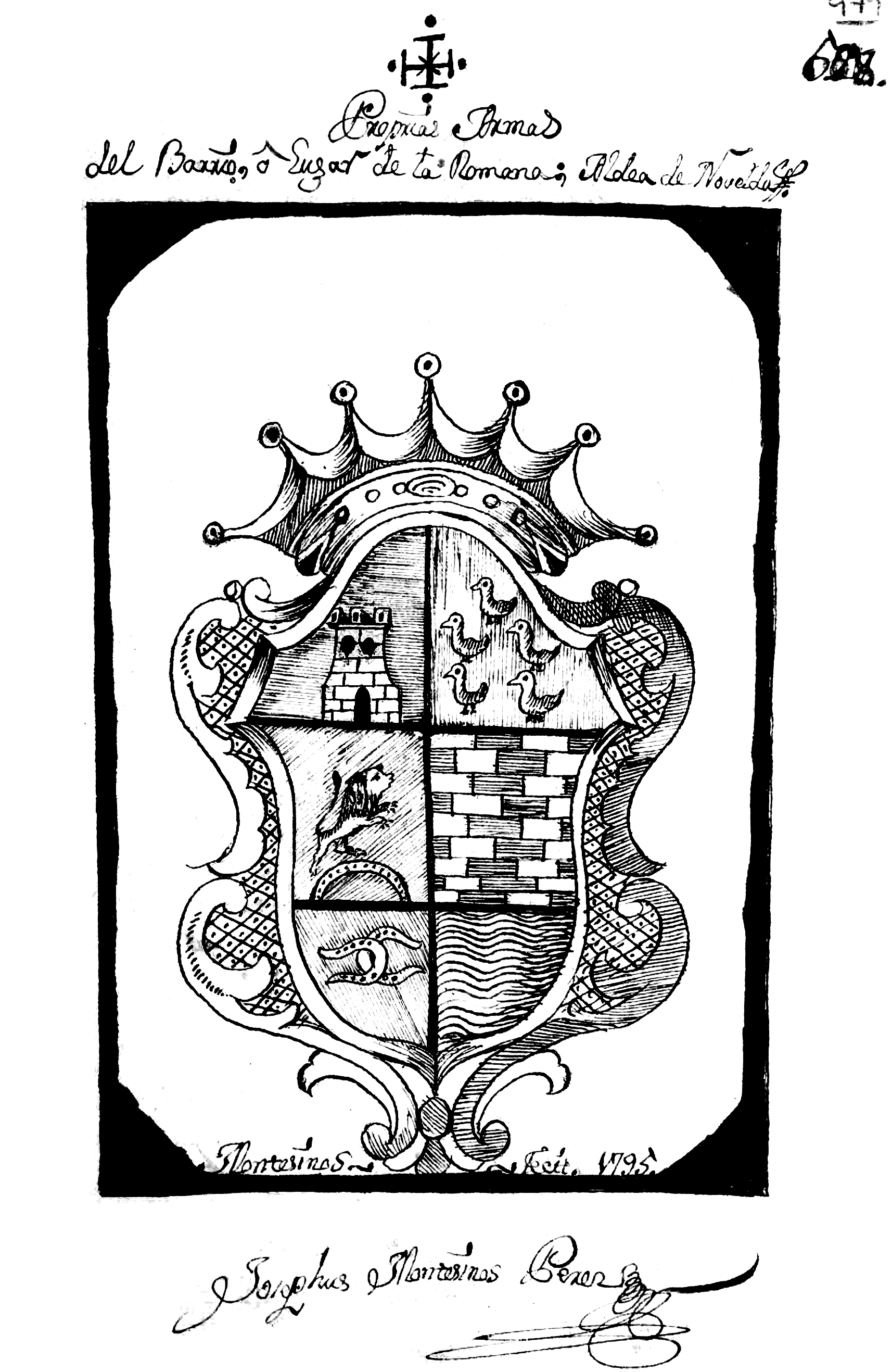
Armories de la Romana (Montesinos, 1795).
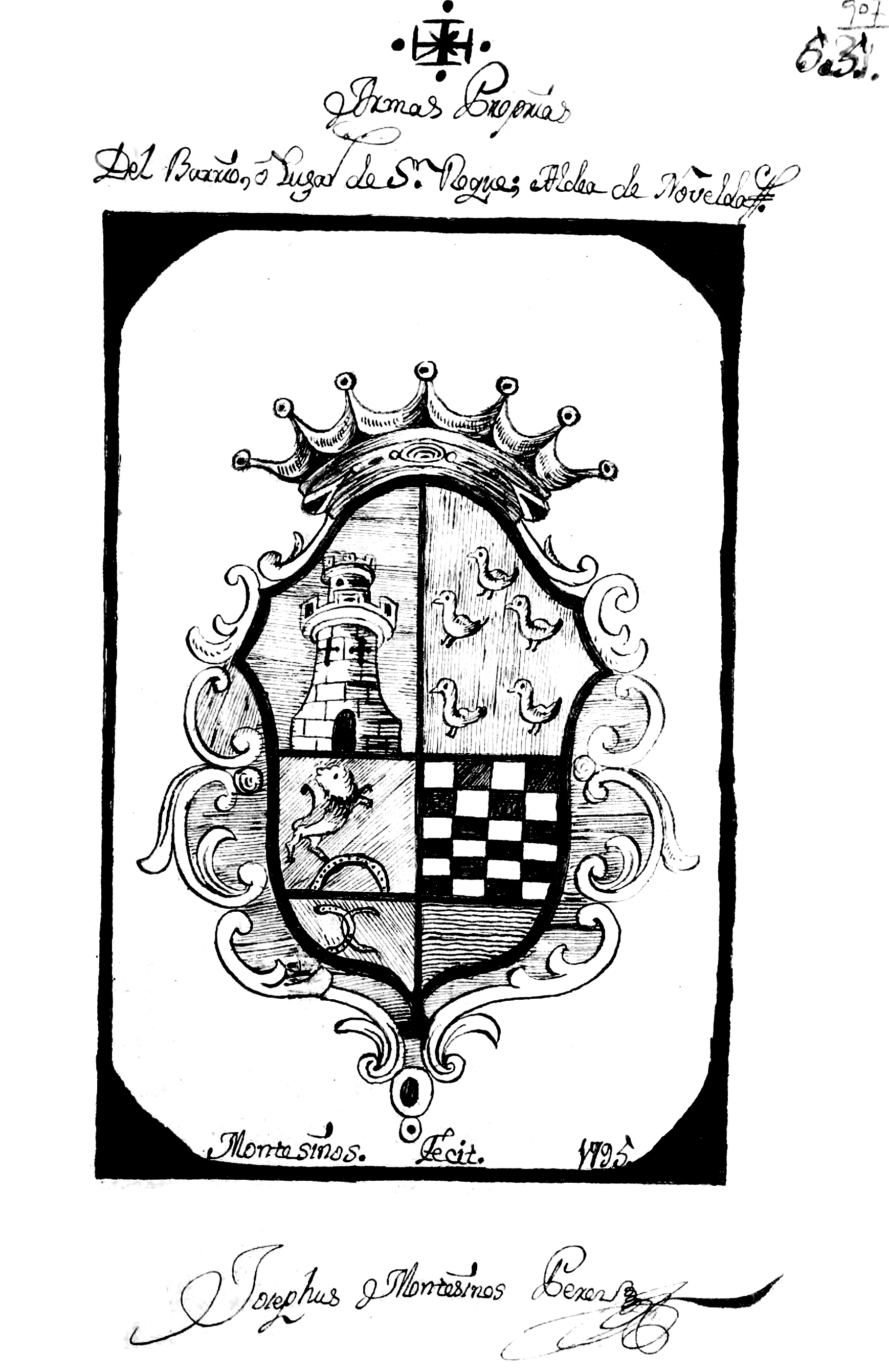
Armories de Sant Roc (Montesinos, 1795).

Aquests escuts foren dibuixats en blanc i negre però, com que Montesinos utilitzà el sistema de representació dels colors de Pietrasanta, podem conèixer exactament quins eren els colors i esmalts dels campers i les càrregues. Es tracta d'un escut amb boca o forma de pell de bou, molt característic del segle xviii. Tres dels emblemes d'aquest escut es mantingueren fins 1980 (la torre/castell del primer quarter, les aus del segon i les ferradures del cinqué). Per ser un escut anterior a 1837, data d'abolició dels senyorius, es podria considerar un escut d'ús immemorial.

### Segells en tinta delseglexix
L'estudi de la sigil·lografia en l'heràldica municipal és molt important ja que l'origen dels emblemes municipals el trobem normalment en els segells: En la necessitat de dotar-se d'un instrument de validació o subscripció de documents, és a dir, per a indicar, o bé que un document és vàlid, o bé, que és original del titular del segell.
La utilització del segell es fa habitual i no és un fet aïllat i el trobem en molts documents. La empremta més antiga d'un segell de Novelda s'ha trobat en una certificació oficial de béns de 1849 que es conserva en l'Arxiu Municipal de Novelda. En José Cremades, cronista oficial de Novelda, publicà un article en 1965 on donà a conèixer una empremta posterior (1872) d'aquest mateix segell, estampada en el llibre d'actes.

Segell de l'Alcaldia (AHN, 1876).
Segell de l'Ajuntament (AHN, 1876).

En l'Arxiu Històric Nacional es conserven dos segells en tinta, un de l'Alcaldia i un altre de l'Ajuntament, de 1876 acompanyats d'un escrit signat per l'alcalde en Francisco Santo Navellón on s'afirma l'existència de l'escut des de feia molt de temps:
| «                                                                  | (castellà) Ilmo. Señor: Remito a V.S. adjuntos los dos ejemplares de los sellos de Ayuntamiento y alcaldía usados en esta jurisdicción desde remotos tiempos, cumpliendo lo prevenido por V.S. Sin embargo, respecto a la historia de los mismos nada puedo decir a V.S. por no haber antecedentes en el archivo municipal por donde puedan conocerse, ni tampoco en la memoria de los vecinos de esta localidad. Dios guíe a V.S. ms.as. | (català) Il·lm. Senyor: Remet a V.S. adjunts els dos exemplars dels segells d'Ajuntament i alcaldia usats en aquesta jurisdicció des de temps remots, complint allò que es preveu per V.S. No obstant això, respecte a la història dels mateixos res puc dir-vos a V.S. per no haver antecedents a l'arxiu municipal per on puguen conèixer-se, ni tampoc en la memòria dels veïns d'aquesta localitat. Déu guie a V.S. molts anys. | » |
| — Novelda 22 stbre 1876. Francisco Santo (Arxiu Històric Nacional) | | |   |

### Variacions de l'escut entre 1890 i 1980

Escut de Novelda entre 1890 (almenys) i 1980.

Al final del segle xix aquest escut comença a difondre's en cartells de festes, envasos, cartells publicitaris, monuments i altres suports diversos. Les empremtes dels segells, per les seues característiques tenen poca definició, però a partir d'ara, gràcies a la impremta podrem observar els emblemes heràldics amb major definició.
El més antic que en coneixem, apareix en el cartell de les festes patronals de 1890. És el mateix escut dels segells però amb molta més definició. Aquest mateix el tornem a veure en les Ordenances Municipals publicades per l'Ajuntament en 1897, en els programes de festes de 1902, 1904, etc. Per altra banda, les empreses i els comerços de Novelda també comencen a incorporar l'escut en la publicitat i en la representació de les seues marques comercials. Així, per exemple, el trobem en plaques metàl·liques de publicitat, com la d'«Anis Novelda» de 1901, o en la publicitat del balneari de Salinetes (anys 1920), etc.
Des del principi apareixen variacions en les figures de l'escut. Així, per exemple, tenim un cartell de gratitud a la protecció de Santa Maria Magdalena d'una epidèmia de còlera, també de 1890, on en comptes de les 5 aus del segon quarter hi apareixen 9, o en el quart quarter no se sap si són llunes o ferradures. O en l'escut d'un projecte d'alineació urbanístic (1906) apareixen les llunes amb boca i ulls.
Les principals variacions que hi podem trobar entre 1890 i 1980 són:
- Primer quarter: Hi apareix representat un castell heràldic o un torre, segons l'autor. Representaria el castell de la Mola com a símbol històric de la ciutat.
- Segon quarter: Hi podem trobar, principalment, dues figures: cornelles o aguiletes. Encara que en algunes representacions les cornelles es transformen en figures semblants als ànecs. Les cornelles solen hi aparèixer amb les ales plegades i les aguiletes amb les ales desplegades però abaixades. Les cornelles podrien representar els Cornel, llinatge vinculat als Maça de Liçana, antics senyors de Novelda, pel matrimoni d'en Pere Maça de Liçana «el Barbut» i na Brianda Cornel i Luna d'Aragó. S'ha documentat que aquests Cornel utilitzaven un escut amb cinc cornelles amb les ales plegades com es pot veure en l'urna funerària de na Beatriu Cornel, germana de l'anterior, i priora del Monestir de Sixena. Simbolitzaria el record històric del Senyoriu de Novelda entre 1393 i 1837.
- Tercer quarter: El contingut d'aquest quarter no apareix en l'escut de Montesinos. Hi figuren cabassets o cervelleres (un tipus d'elm sense visera), que en algunes representacions es confonen amb cabanyes, ruscos o feixos de lliça. Segons hipòtesi d'en José Francisco Doménech Belda, podria tindre alguna relació amb la formació d'una companyia d'infanteria local contra la rebel·lió carlina de 1833.
- Quart quarter: Les figures que sovint hi trobem són ferradures i llunetes (figures amb forma de mitja lluna). Les ferradures es representen contraposades i entrellaçades. Les llunetes són una creixent (amb les puntes cap al flanc destre de l'escut) i l'altra minvant (amb les puntes cap al costat sinistre), també entrellaçades. En algunes representacions aquestes figures semblen dues serps. D'aquest quarter es desconeix el seu significat.
- Timbre: Montesinos dibuixa una corona de set puntes, que podria ser una corona de baró (per la Baronia de Novelda). En les versions posteriors hi apareix, o bé la corona reial oberta valenciana, o una corona de marqués (pel Marquesat de la Romana). La tradició valenciana corona els emblemes municipals amb la corona reial oberta. Baix de la corona sol aparèixer una cara d'àngel que es transforma en alguns escuts en un rat penat. Aquest Àngel podria ser una representació de l'Àngel Custodi del Regne de València, figura associada al braç civil de les Corts Valencianes de l'època foral.
- Suports: Hi apareixen llangardaixos, basiliscos (en l'escut de la façana de l'Ajuntament) o dracs (en l'escut de Sala Cañellas).

### L'escut de Sala Cañellas (1980)

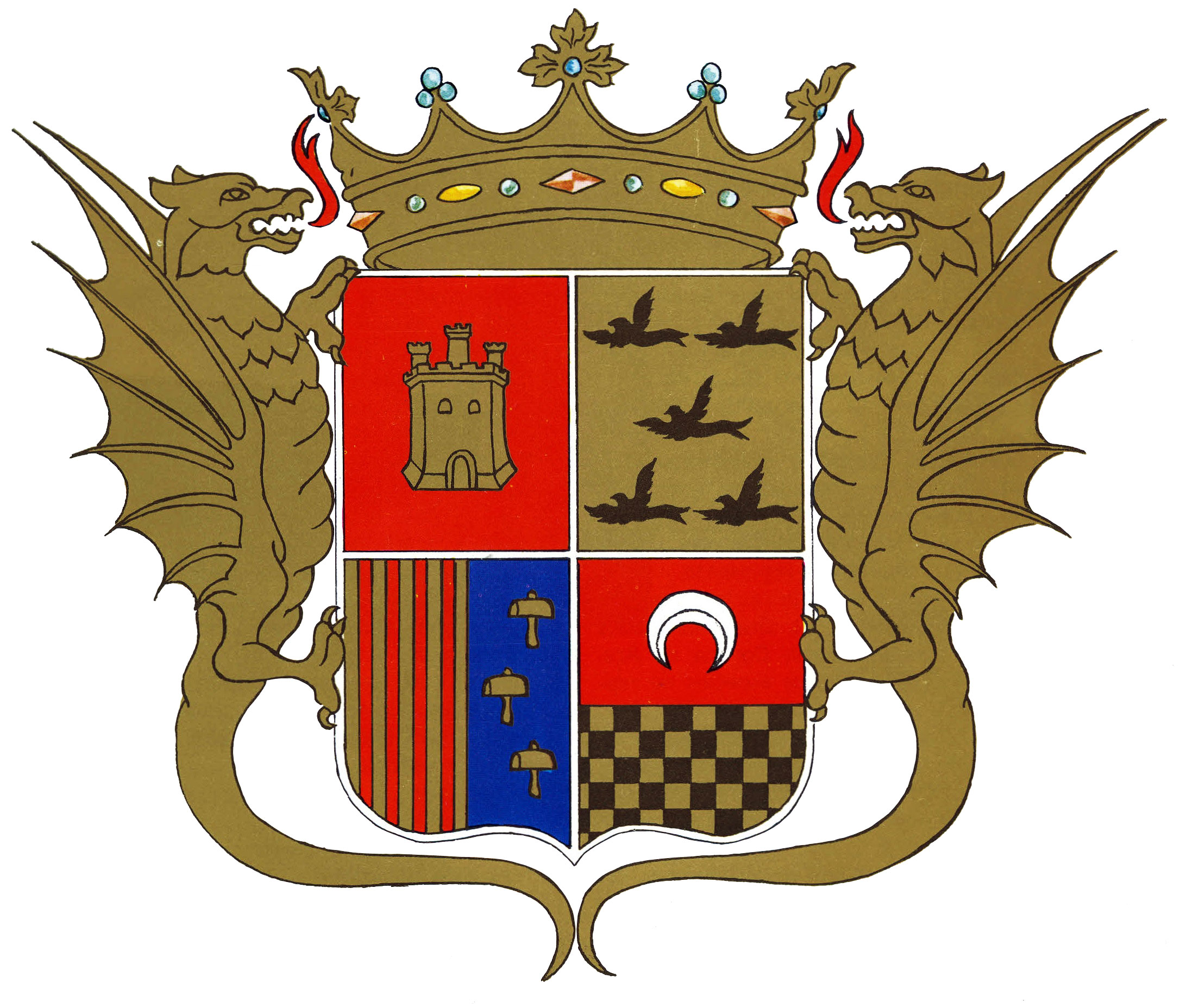
Escut proposat per Sala Cañellas.

Els emblemes de l'escut de Novelda han canviat amb molta freqüència i molt fàcilment depenent de la persona o l'artista que realitzava l'escut en cada moment. En Vicente Sala Cañellas, cronista oficial de Novelda entre 1976 i 1983, tractà d'acabar amb aquesta variabilitat i proposà la creació d'un escut nou, amb la intenció d'oficialitzar-lo. Presentà un informe, datat a 28 de juliol de 1980, a l'Ajuntament, acompanyat d'un dibuix d'en Lluís Cuadra i n'Enric Ruscalleda, que és l'escut que actualment utilitza l'Ajuntament.
L'estudi previ fou acceptat pel Ple de l'Ajuntament de 4 de setembre de 1980. En la Comissió Municipal Informativa de Cultura de 27 d'octubre es dictaminà favorablement amb la única objecció de la regidora Maria Jesús Pastor per la variació d'alguns quarters que no estaven d'acord amb l'escut primitiu. S'aprovà l'escut en el Ple de l'Ajuntament de 6 de novembre; però no se'n dugueren a terme ni l'informe preceptiu de la Reial Acadèmia de la Història, ni l'aprovació pel Consell de Ministres a proposta del Ministre de la governació, que n'eren els tràmits necessaris en aquella època per a l'oficialització definitiva de l'escut. L'escut es difongué àmpliament per la població però no s'utilitzà com a segell municipal fins al 1984.
Cañellas, en aquest nou escut, canvià el dos quarters inferiors i mantingué els dos primers. Fonamentà el castell del primer quarter per l'època en què Novelda fou vila de reialenc, del regne de Castella; que en va ser molt poc de temps. En el segon quarter representà les cinc cornelles però amb les ales desplegades i volant. En el tercer canvià els cabassets, difícils de fonamentar, per un camp partit amb el Senyal Reial (d'or quatre pals de gules) i les maçes, armories incloses en l'escut dels Maça de Liçana. En el quart quarter canvià les ferradures/llunetes per les armories refoses en una de dues branques dels Luna d'Aragó: truncat, primer de gules una lluneta bolcant (amb les puntes cap a baix) d'argent i segon un escacat de sable i or.
Amb l'aprovació de l'Estatut i la transferència de competències a la Generalitat canvià el marc normatiu. El 1990 el Govern Valencià aprovà el Decret 77/1990 que creà el Consell Tècnic d'Heràldica i Vexil·lologia (CTHV) i regulà el procediment d'aprovació dels escuts i les banderes municipals. El 1994 aprovà el Decret 116/1994 que substituí el de 1990.
En 1998 el Director General d'Administració Pública envià un ofici a l'Ajuntament demanant-li l'oficialització de l'escut. En la Comissió Municipal Informativa de Benestar Social de 24 de setembre s'acordà dur al Ple l'expedient de Sala Cañellas però sense l'estudi tècnic que demanava l'article 13 del Decret 16/1994. Així doncs, el Ple d'1 d'octubre tornà a aprovar l'escut de Sala Cañellas. Després de l'exposició publica es remetí l'expedient a la Conselleria de Presidència per a sotmetre'l a informe del CTHV.
Però el 22 de juny de 1999, el CTHV emetí dictamen negatiu. L'informe considerava que l'escut era massa complicat, que barrejava armes reials i senyorials, que Novelda no podia usar armes reials per ser vila de Senyoriu i recomanava que es fera un nou estudi i proposta d'escut municipal. Així doncs, l'escut es quedà sense aprovar oficialment.
Hi hagué un altre intent d'aprovació posterior. En un ple de l'Ajuntament se li encarregà un informe tècnic a en Vicente Vázquez Hernández per a provar d'oficialitzar de nou l'escut. Aquest informe titulat «Escudo, Bandera y tratamiento de la Ciudad de Novelda» no va anar endavant. L'informe mantenia les armes de l'escut de Sala Cañellas i es limitava a adaptar-lo a la normativa vigent: li llevava els dracs alats sostenidors i li canviava la corona de marqués per la corona reial oberta.
Aprofitant la falta d'oficialització de l'escut, l'empresa privada «Cooperativa del Campo Santa M.ª Mgadalena Coop. V.», en l'any 2000, registrà la marca comercial «El escudo de Novelda» per a usos agrícoles, hortícoles, forestals i gra; en particular per a exportar raïm. Si l'escut fora oficial el seu ús estaria limitat per llei a representar a l'Ajuntament i no es podria fer servir per a altres usos; i, a més, es fixarien els seus elements.